# C/2006 P1 (McNaught)
C/2006 P1 (McNaught), znana również jako Kometa McNaughta – kometa jednopojawieniowa odkryta 7 sierpnia 2006 roku przez Roberta McNaughta.
12 stycznia 2007 roku znalazła się w peryhelium, a gdy 14 stycznia jej jasność przekroczyła −5m, stała się jaśniejsza od Wielkiej Komety z 1997 roku. Była widoczna także za dnia, jednak niewielka odległość kątowa od Słońca utrudniała jej dostrzeżenie przez mniej doświadczonych obserwatorów.

## Orbita komety i jej właściwości fizyczne
Kometa McNaughta porusza się po orbicie w kształcie hiperboli o mimośrodzie 1,00002. Peryhelium znajdowało się w odległości 0,17 j.a. od Słońca, nachylenie orbity do ekliptyki wynosi 77,84˚. Jest to kometa nieokresowa, przybyła najprawdopodobniej spoza Układu Słonecznego.
Ponieważ przeszła stosunkowo blisko Słońca, osiągnęła dużą jasność i rozwinęła dobrze widoczny warkocz. W styczniu i lutym 2007 roku została najjaśniejszą kometą widoczną z Ziemi w ciągu ostatnich 40 lat. Najbliżej Ziemi znalazła się 15 stycznia 2007 roku, w odległości 0,81 j.a.
Sonda Ulysses przypadkowo przeszła przez jej warkocz składający się ze zjonizowanego gazu. Był to najdłuższy poznany warkocz kometarny – 1,5 j.a..

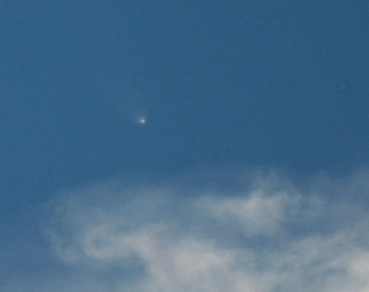
Zdjęcie dzienne z 13 stycznia 2007